# Metardaris
Metardaris este un gen de fluturi din familia Hesperiidae. Genul este monotipic și conține o singură specie, Metardaris cosinga (Hewitson, 1874), care este întâlnită în Bolivia și Peru.